# Прабхас Раджу Упалапати
Прабхас Раджу Уппалапати (на английски: Prabhas Raju Uppalapati; на телугу: ఉప్పలపాటి ప్రభాస్ రాజు) по-известен като Прабхас е индийски кино-актьор.

## Биография
Прабхасе роден на 23 октомври 1979 г. в Мадрас (сега Ченай), Тамил Наду в семейство У. Суриянараян Раджу и съпругата му Шивакумар. Актьорът е с по-голям брат Прабодх и по-голяма сестра Прагати. Чичо му – популярен актьор на Толивуд 1970 – 1980-те години У. Кришнам Раджу. Тяхното семейство е родом от село Могалтуру, Андра Прадеш.
Прабхас дебютира в киното с актрисата Шридеви Виджаякумар във филма „Ищвар“
През 2013 г. изпълнява филм „Люта чушка“ е първият голям успех му на кариера
Във филма „Бахубали: Началото“, заснет в жанра на исторически фентъзи, Прабхас е играл в него две роли: баща и син, за филма, той е обучен да се вози и битките с мечове. В първата част на филма, издаден през юли 2015 г. сред трите най-високата-касовите филми в Индия
Негова восъчна статуя е изложена в прочутия музей на Мадам Тюсо

## Избрана филмография
| Година | Филм                       | Роля                                 |
| ------ | -------------------------- | ------------------------------------ |
| 2002   | „Ишвар“                    | Ишвар                                |
| 2003   | „Дъжд“                     | Венкат                               |
| 2004   | „Чакрам“                   | Чакрам                               |
| 2009   | „Вълк единак“              | Чоту                                 |
| 2011   | „Господин Перфектен“       | Вики                                 |
| 2013   | „Люта чушка“               | Джай                                 |
| 2015   | „Бахубали: Началото“       | Махендра Бахубали (Шиву) / Амарендра |
| 2017   | „Бахубали 2: Заключението“ | Махендра Бахубали (Шиву) / Амарендра |